# Ri Kwang-hyok
Dans ce nom coréen, le nom de famille, Ri, précède le nom personnel.
Ri Kwang-hyok (coréen : 리광혁), né le 17 avril 1987, est un footballeur international nord-coréen. Il évolue actuellement au Kyonggongop SG dans le championnat national nord-coréen au poste de défenseur. 

## Carrière internationale
Il fait partie des 23 joueurs nord-coréens sélectionnés pour participer à la coupe du monde 2010.